# Amalia Muñoz
Amalia Muñoz Altamira y Bartha (Barcelona, 1827 - Màlaga, 1910) fou una cantant catalana.
Va néixer el 26 de febrer de 1827 a Barcelona, on residien temporalment els seus pares. Era filla d'una família il·lustre de Sevilla, i des que era jove va ser assídua al teatre, on va començar a sentir passió pel cant. Per això el 1840, els seus pares van enviar-la a estudiar al Conservatori de Milà, on va ser deixebla, en matèria de cant, d'Alberto Mazzucato i Giuseppe Lamberti, i de declamació i mímica amb Francesco Jannetti, a més companya de Fortunata Tedesco i Marietta Gazzaniga, que més endavant van ser conegudes cantants.
El 1844 va debutar al Gran Teatre de Trieste. La seva actuació va fer que l'empresari Negri la contractés i la va portar els principals teatres de Llombardia i Piemont. Després va tornar a Espanya i va passar a actuar al Teatre Principal de València, contractada per l'empresari Heinrich, on va actuar amb èxit durant més d'un any. Després va actuar al Teatre del Circo de Madrid, contractada per José de Salamanca, cantant al costat del tenor Tamberlick i el baríton Ronconi, amb gran èxit. Poc després, va anar a Bilbao a cantar diverses representacions líriques en ocasió d'estar a la ciutat la reina Isabel II.
El 1846 va tornar a Milà contractada de nou per Negri i l'any següent al Teatre Imperial de Sant Petersburg, en qualitat de prima donna soprano absoluta. La seva carrera es va interrompre el 1848, quan es va casar amb el compositor espanyol Antonio José Cappa, que la va fer retirar dels escenaris, tot i que va haver de tornar a principis de 1852 a causa d'un desastre familiar. Van recórrer teatres de França, Bèlgica, Holanda i part d'Alemanya, amb un èxit igual al que havien obtingut anteriorment i va rebre el títol de cantant de cambra de l'emperador d'Àustria.
El seu repertori era molt extens, figurant en les principals òperes italianes en voga a mitjans del segle xix. Les òperes en que va sobresortir amb més ovacions van ser Lucía, Elixire, Maria di Rohan, Belisario, Linda, Barbieri, Saffo, Norma, Giovanna di Castiglia, L'Amante generoso, I Lombardi, Hernani, entre d'altres.